# Peter Fröjdfeldt
Peter Fröjdfeldt est un arbitre de football suédois né le 14 novembre 1963 à Eskilstuna.
Il a arbitré 10 matches des éliminatoires de la Coupe du monde 2006. Il a été désigné parmi les 12 arbitres officiant durant l'Euro 2008. Il a également été choisi pour arbitrer la finale de la Coupe de l'UEFA 2007-2008 opposant le Zénith St-Pétersbourg aux Glasgow Rangers.

## Matchs arbitrés durant l'Euro 2008
- 9 juin 2008 : Pays-Bas - Italie (3-0)
- 16 juin 2008 : Turquie - République tchèque (3-2)
- 19 juin 2008 : Portugal - Allemagne (2-3)